# Spharagemon collare
Spharagemon collare är en insektsart som först beskrevs av Scudder, S.H. 1872.  Spharagemon collare ingår i släktet Spharagemon och familjen gräshoppor. Inga underarter finns listade i Catalogue of Life.